# Portada/article març 10

## Magic Johnson
Earvin "Magic" Johnson Jr. és un jugador de bàsquet professional ja retirat que va jugar a Los Angeles Lakers. Va ser escollit en el primer lloc del draft del 1979 pels Lakers. En la seva temporada com a rookie va guanyar el títol i l'MVP de les Finals de l'NBA, i durant la dècada del 1980 va aconseguir quatre anells de campió més. Johnson es va retirar sobtadament el 1991 després d'anunciar que estava infectat per la sida, tot i que va tornar a les pistes per disputar l'All-Star Game de 1992. Després d'aquest partit es va retirar per 4 anys més i, finalment, el 1996 va tornar als Lakers per disputar 32 partits abans de deixar el bàsquet per tercera i última vegada.